# Sahak II Bagratouni
Sahak II Bagratouni (en arménien Սահակ Բ Բագրատունի ; mort en 482) est un prince arménien de la famille des Bagratides qui est marzban d'Arménie de 481 à 482.

## Biographie
Sahak assure d'abord la charge héréditaire d'aspet, c'est-à-dire de maître de la cavalerie. Le précédent titulaire de la charge est Tiro'ç Ier, mort au combat en 450 ou en 451. Chronologiquement Sahak II pourrait être son fils, mais aucun document ne le confirme ni ne l'infirme.
À cette époque, l'Arménie est vassale de la Perse sassanide, et le roi Péroz Ier recommence à persécuter les chrétiens d'Arménie. Menacé par les Huns Hephtalites, il doit retirer ses troupes d'Arménie à partir de 460. Sous la direction de Vahan Mamikonian, le pays se révolte en 481. Sahak II, un des alliés de Vahan, est désigné comme marzban par les révoltés. Les insurgés remportent quelques succès, mais Péroz envoie une armée qui les défait en 482, tuant notamment Sahak. Péroz est plus tard tué lors d'une campagne contre les Huns Hephtalites, et son successeur fait la paix avec les Arméniens et reconnaît Vahan Mamikonian comme marzban.
On ne sait rien de sa postérité. Le premier aspet qui est cité après sa mort est Spandiat, un des souscripteurs du concile de Dvin de 505 ; il est peut-être son fils, mais sans certitudes. 